# 初音未来 -歌姬计划- 2nd
《初音未来 -歌姬计划- 2nd》（日語：初音ミク -Project DIVA- 2nd）是一款由世嘉开发的PSP音乐游戏，预计发售日为2010年7月29日。本游戏为《初音未來 -名伶計畫-》的续作。本作继承了前作简单的游戏和乐曲编辑操作，加强了编曲功能和变装功能，增加了新按法“长按”和“同时按”，并可以继承前作的存档。镜音等角色也会在本作中出现。

## 新增内容

### 遊戲要素
- 評價由五個增至六個。
  - Miss×Take、Cheap、Standard、Great、Excellent（新增）、Perfect
- 難度增加了比「HARD」更高的「EXTREME」。

## 歌曲
|        | 歌名                                | 中文歌名                      | 主唱              | 作詞                      | 作曲                      | 備註                                                        |
| ------ | ----------------------------------- | ----------------------------- | ----------------- | ------------------------- | ------------------------- | ----------------------------------------------------------- |
| 練習曲 | Ievan Polkka                        | 伊娃的波爾卡                  | 初音未來          | 芬蘭民謠                  | 芬蘭民謠                  | 舊有歌                                                      |
| 線a    | ロミオとシンデレラ                  | 羅密歐與辛德瑞拉              | 初音未來          | doriko                    | doriko                    |                                                             |
| 線a    | ココロ                              | 心                            | 鏡音鈴            | トラブルタ                | トラブルタ                |                                                             |
| 線a    | The secret garden                   | 秘密花園                      | 初音未來          | 畑亞貴                    | 神前曉                    | 編曲：神前曉 前作主題曲 舊有歌                              |
| 線a    | from Y to Y                         | 从始至终                      | 初音未來          | ジミーサムP               | ジミーサムP               |                                                             |
| 線a    | Change me                           | 改变我                        | MEIKO             | shu-t                     | shu-t                     |                                                             |
| 線a    | 荒野と森と魔法の歌                  | 荒野和森林和魔法的歌          | 初音未來          | トラボルタ                | トラボルタ                | 舊有歌                                                      |
| 線a    | ジェミニ                            | 雙子座                        | 鏡音鈴 鏡音連     | Dixie Flatline            | Dixie Flatline            |                                                             |
| 線a    | moon                                | 月                            | 初音未來          | はっか， iroha（sasaki）  | iroha（sasaki）           | 編曲：iroha（sasaki） 舊有歌                                |
| 線a    | ほんとは分かってる                  | 其實我都知道                  | 初音未來          | フナコシP                 | フナコシP                 |                                                             |
| 線a    | Promise                             | 许诺                          | 鏡音鈴 初音未來   | samfree                   | samfree                   |                                                             |
| 線a    | サイハテ                            | 最終之所                      | 初音未來          | 小林オニキス              | 小林オニキス              |                                                             |
| 線b    | magnet                              | 磁石                          | 初音未來 巡音流歌 | minato（流星P）           | minato（流星P）           |                                                             |
| 線b    | Packaged                            |                               | 初音未來          | kz                        | kz                        | 舊有歌                                                      |
| 線b    | Just Be Friends                     | 仅仅是朋友                    | 巡音流歌          | Dixie Flatline            | Dixie Flatline            |                                                             |
| 線b    | ラブりスト更新中？                  | Love List更新中？             | 初音未來          | 畑亞貴                    | 畑亞貴                    | 舊有歌                                                      |
| 線b    | ぽっぴっぽー                        | PO-PI-PO-                     | 初音未來          | ラマーズP                 | ラマーズP                 |                                                             |
| 線b    | Dear cocoa girls                    | 親愛的可可色女孩              | 初音未來          | 畑亞貴                    | 神前曉                    | 編曲：神前曉 舊有歌                                         |
| 線b    | VOiCE -DIVA MIX-                    |                               | 初音未來          | ラヴリーP                 | ラヴリーP                 |                                                             |
| 線b    | 天鷲絨アラべスク                    | 天鵝絨製的阿拉伯式花紋        | 初音未來          | 畑亞貴                    | 畑亞貴                    | 舊有歌                                                      |
| 線b    | メルト                              | melt（融化）                  | 初音未來          | ryo                       | ryo                       | 舊有歌                                                      |
| 線b    | みくみく菌にご注意♪♪                | MikuMiku菌注意♪♪              | 初音未來          | はやや                    | はやや                    | 舊有歌                                                      |
| 線b    | こっち向いて Baby                   | 看向我這邊 Baby               | 初音未來          | ryo                       | ryo                       | 本作主題曲                                                  |
| 線c    | 愛言葉                              | 愛的話語                      | 初音未來          | DECO*27                   | DECO*27                   |                                                             |
| 線c    | 右肩の蝶                            | 右肩之蝶                      | 鏡音連            | 水野悠良                  | のりびー                  | 編曲：のりびー                                              |
| 線c    | ストロボナイツ                      | 流光之夜                      | 初音未來          | yae                       | kz                        | 舊有歌                                                      |
| 線c    | Yellow                              | 黃色                          | 初音未來          | kz                        | kz                        | 本作插曲                                                    |
| 線c    | カンタレラ                          | Cantarella（坎特雷拉）        | KAITO 初音未來    | 黒うさP（WhiteFlame）     | 黒うさP（WhiteFlame）     |                                                             |
| 線c    | 巨大少女                            | 巨大少女                      | 初音未來          | 40mP                      | 40mP                      |                                                             |
| 線c    | ワ―ルドイズマイン                   | World is mine （世界是我的）  | 初音未來          | ryo                       | ryo                       | 舊有歌                                                      |
| 線c    | Innocence                           | 天真無邪                      | 初音未來          | kazuP                     | kazuP                     |                                                             |
| 線c    | 恋色病棟                            | 恋色的医院                    | 初音未來          | OSTER project             | OSTER project             |                                                             |
| 線c    | ハジメテノオト                      | 初始之音                      | 初音未來          | malo                      | malo                      |                                                             |
| 線c    | カラフル×メロディ                   | ColorfulxMelody（多彩的旋律） | 初音未來 鏡音鈴   | minato（流星P）           | doriko                    | 編曲＆マニピュレーター：OSTER project Gt:19's Sound Factory |
| 線d    | サウンド                            | Sound                         | 初音未來          | baker                     | baker                     |                                                             |
| 線d    | マ一ジナル                          | 邊際                          | 初音未來          | OSTER project             | OSTER project             | 舊有歌                                                      |
| 線d    | クローバー・クラブ                  | clover club                   | 初音未來          | ゆうゆ                    | ゆうゆ                    |                                                             |
| 線d    | いのちの歌                          | 生命之歌                      | 初音未來          | トラボルタ                | トラボルタ                | 舊有歌                                                      |
| 線d    | 初めての恋が終わる時                | 初戀終結之時                  | 初音未來          | ryo                       | ryo                       |                                                             |
| 線d    | Dear                                | 親愛的                        | 初音未來          | 19 -iku-                  | 19 -iku-                  |                                                             |
| 線d    | ミラクルぺイント                    | Miracle paint                 | 初音未來          | OSTER project             | OSTER project             | 舊有歌                                                      |
| 線d    | 炉心融解                            | 爐心融解                      | 鏡音鈴            | kuma（alfred）            | iroha（sasaki）           | 編曲＆マニピュレーター： iroha（sasaki）                    |
| 線d    | ファインダー（DSLR remix -re:edit） | Finder（DSLR remix -re:edit） | 初音未來          | kz                        | kz                        |                                                             |
| 線d    | ハト                                | 白鴿                          | 初音未來          | 秦野P                     | 秦野P                     | 舊有歌                                                      |
| 線d    | ダブルラリアット                    | 双重回旋                      | 巡音流歌          | アゴアニキ                | アゴアニキ                |                                                             |
| 線外   | みくみくにしてあげる♪               | 把你給MIKUMIKU掉♪             | 初音未來          | ika                       | ika                       | 舊有歌                                                      |
| 線外   | 初音ミクの激唱                      | 初音未來的激唱                | 初音未來          | Storyteller（GAiA+暴走P） | Storyteller（GAiA+暴走P） |                                                             |

## 追加下載
以下均為收費物品，除非列明免費。
- 「初音ミク -Project DIVA- 2nd」發售記念
  - 房間道具（牆）「紀念海報」兩款（免費）
- 虛擬女性歌手軟體「初音ミク 」發售3週年記念
  - 房間主題「3週年記念」（2010年8月26日推出）
  - 房間道具「生日紀念海報」（牆）（2010年8月26日推出）
  - 房間道具「生日蛋糕」（地板）（2010年8月26日推出）
  - 房間道具「插花裝飾」（櫃）（2010年8月26日推出）
  - 角色模組「初音ミク・アペンド」（2010年8月31日推出）
- 歌曲：「初音ミクの消失」（cosMo＠暴走P）；主唱：初音未來（2010年9月30日推出）（舊有歌曲，移植至街機時重製PV，再從街機將重製之新PV移植過來）
- 歌曲：「StargazeR」（骨盤P）；主唱：初音未來（2010年9月30日推出）（移植自街機版）
- 偶像大師合作套件 1（2010年10月28日推出）
  - 歌曲：「GO MY WAY!!」；主唱：初音未來
  - 角色模組「初音未來 春香風格」
  - 房間主題「765 製作」
  - 房間道具「初音未來 × 偶像大師海報」（牆）、「社長的擺飾」（地板）、「黏土人 MEIKO 偶像大師」（櫃）
- 偶像大師合作套件 2（2010年10月28日推出）
  - 歌曲：「relations」；主唱：鏡音鈴、巡音流歌
  - 角色模組「鏡音鈴 亞美‧真美風格」、「巡音流歌 千早風格」
  - 房間道具（牆）「鏡音鈴 × 偶像大師海報」與「巡音流歌 × 偶像大師海報」
- 偶像大師合作套件（2010年10月28日推出，免費）
  - 房間道具（牆）「偶像大師合作紀念海報」（田村ヒロ繪製）
- 虛擬女性歌手軟體「MEIKO」推出6周年紀念（2010年11月4日推出）
  - 角色模組「MEIKO 大正浪漫」及房間道具（牆）「ＭＥＩＫＯ親衛隊ハッピ」
  - 房間主題「MEIKO memorial booth」
  - 房間道具（地板）「MEIKO 生日蛋糕」
  - 房間道具（櫃）「iCUP 飲料」
- 聖誕節
  - 角色模組「初音未來 クリスマス」、「鏡音鈴 クリスマス」、「鏡音連 クリスマス」、「巡音流歌 クリスマス」、「KAITO クリスマス」、「MEIKO クリスマス」（2010年11月30日推出）
  - 歌曲：「金の聖夜霜雪に朽ちて」；主唱：初音未來（2010年12月22日推出）（舊有歌曲，移植至街機時重製PV，再從街機將重製之新PV移植過來）
- 歌曲：「右肩の蝶 -39's Giving Day Edition-」；主唱：鏡音連（2010年12月22日推出）
- 虛擬歌手軟體「鏡音リン・レン」發售3週年記念（2010年12月22日推出）
  - 角色模組「鏡音リン スクールウェア」、「鏡音レン スクールウェア」
  - 房間主題「鈴、連的回憶」
  - 房間道具（地板）「鈴、連 壓路機生日蛋糕」
  - 房間道具（櫃）「鈴、連 聖誕樹裝飾」
  - 房間道具（牆）「鈴、連 海報」
- 虛擬歌手軟體「巡音ルカ」發售2週年記念（2011年1月27日推出）
  - 角色模組「巡音ルカ 魔女っ娘Style」
  - 房間主題「巡音的回憶」
  - 房間道具（地板）「巡音 生日蛋糕」
  - 房間道具（櫃）「巡音及章魚巡音人偶裝飾」
  - 房間道具（牆）「巡音 海報」
- 角色模組「雪ミク 2010」及「雪ミク 2011」（2011年1月27日推出）
- 虛擬歌手軟體「KAITO」發售週年記念（2011年2月17日推出）
  - 角色模組「カイト ホワイトブレザー」及房間道具（櫃）「KAITO in Cupice」
  - 房間主題「KAITO 冰淇淋的回憶」
  - 房間道具（地板）「KAITO 生日蛋糕」
  - 房間道具（牆）「KAITO 海報」
- 歌曲：「あなたの歌姫」（azuma）；主唱：初音未來（2011年2月24日推出）（舊有歌曲，移植至街機時重製PV，再從街機將重製之新PV移植過來）
- 歌曲：「星屑ユートピア」（otetsu）；主唱：巡音流歌（2011年2月24日推出）（移植自街機版）
- 歌曲：「えれくとりっく・えんじぇぅ」（ヤスオ）；主唱：初音未來（2011年3月31日推出）（舊有歌曲，移植至街機時重製PV，從街機將重製之新PV移植過來時更換舞台）
- 歌曲：「タイムリミット」（North-T）；主唱：初音未來（2011年3月31日推出）（移植自街機版）
- 角色模組「重音テト」（2011年10月11日推出）

## 初音未来 -歌姬计划- 梦想剧场 2nd
《初音未来 -歌姬计划- 夢幻劇院 2nd》（暫名）是一款由世嘉開發的PlayStation 3音樂遊戲，發售日為2011年8月4日。為配合PlayStation Portable遊戲《初音未來 -歌姬计划- 2nd》的軟體。透過 USB 連接線連接 PS3 與裝有《初音ミク -Project DIVA- 2nd》遊戲的 PSP，就可以在PS3上玩經翻新重製的高解析度畫面。
收錄PSP版既有的樂曲以及角色模組
登場角色、場景全面高清化
PSP版中以2D插畫呈現的PV全面3D化
可以使用PSP版的追加下載